# Modiolicola avdeevi
Modiolicola avdeevi is een eenoogkreeftjessoort uit de familie van de Lichomolgidae. De wetenschappelijke naam van de soort is voor het eerst geldig gepubliceerd in 1995 door Kim I.H..